# Morristown (villa)
Morristown es una villa ubicada en el condado de St. Lawrence en el estado estadounidense de Nueva York. En el año 2000 tenía una población de 456 habitantes y una densidad poblacional de 180 personas por km².

## Geografía
Morristown se encuentra ubicada en las coordenadas 44°35′8″N 75°38′53″O / 44.58556, -75.64806.

## Demografía
Según la Oficina del Censo en 2000 los ingresos medios por hogar en la localidad eran de $27,969, y los ingresos medios por familia eran $30,938. Los hombres tenían unos ingresos medios de $26,563 frente a los $20,000 para las mujeres. La renta per cápita para la localidad era de $14,156. Alrededor del 18.9% de la población estaban por debajo del umbral de pobreza.